# Casa en flames
Pour plus de détails, voir Fiche technique et Distribution.
Casa en flames (litt. « Maison en flammes ») est un film dramatique espagnol en catalan réalisé par Dani de la Orden et sorti en 2024.

## Synopsis
Montse, l'héroïne du film, se prépare à passer quelques jours dans sa maison de vacances de Cadaqués dans l'Alt Empordà, sur la Costa Brava. Elle organise une réunion de famille avec sa famille recomposée, un week-end qu'elle souhaite idéal.

## Fiche technique
- Titre original : Casa en flames

## Distribution
- Emma Vilarasau : Montse[2]
- Enric Auquer : David[3]
- María Rodríguez Soto : Júlia[4]
- Alberto San Juan : Carlos
- Clara Segura : Blanca[5]
- José Pérez-Ocaña : Toni
- Macarena García : Marta

## Distinctions

### Récompenses
- Prix Gaudí 2025 : meilleur scénario original, meilleure actrice pour Emma Vilarasau et meilleur acteur dans un second rôle pour Enric Auquer[6]
- Prix Feroz 2025 : meilleure comédie, meilleur scénario et meilleure actrice pour Emma Vilarasau[7]

### Nominations
- Prix Gaudí 2025 : meilleur film en langue catalane, meilleur réalisateur, meilleur acteur pour Alfredo Castro, meilleure actrice dans un second rôle pour María Rodríguez Soto, meilleure direction de production, meilleure direction artistique, meilleure photographie, meilleure musique, meilleur montage, meilleur maquillage et meilleur son[8].
- Prix Feroz 2025 : meilleur réalisateur, meilleure actrice dans un second rôle pour María Rodríguez Soto, meilleur acteur dans un second rôle pour Enric Auquer et Alberto San Juan et meilleure affiche[9].

- Prix Goyas 2025 : meilleur film, meilleure actrice pour Emma Vilarasau, meilleur acteur pour Alberto San Juan, meilleure actrice dans un second rôle pour Macarena García et María Rodríguez Soto, meilleur acteur dans un second rôle pour Enric Auquer, meilleur scénario original et meilleure direction de production[10].